# فيات 850
فيات 850 هي سيارة ثانوية من صناعة فيات كرايسلر أنتجت في 1964 وتوقف إنتاجها في 1973.